# آماتور (فیلم ۱۹۹۴)
آماتور (انگلیسی: Amateur) فیلمی در ژانر کمدی-درام به کارگردانی هال هارتلی است که در سال ۱۹۹۴ منتشر شد.

## بازیگران
- ایزابل هوپر - ایزابل
- مارتین دونوان - توماس
- الینا لوونسن - سوفیا
- دامیان یانگ - ادوارد
- چاک مونتگمری - یان
- دیو سیموندز – کورت